# Mérkőzés közben elhunyt labdarúgók
Ez a lista azon labdarúgókat tartalmazza, akik mérkőzés vagy edzés során veszítették életüket a pályán ill. néhány órával vagy pár nappal a kórházba szállítás után.

## Az elhunytak listája
- 1889. január 13. – William Cropper, a Staveley játékosa a Grimsby Town elleni bajnokin egy ütközés során bélrepedést szenvedett, amibe másnap belehalt.
- 1896. május 25. – James Logan, a Loughborough FC játékosa mérkőzés közben hunyt el tüdőgyulladásban.
- 1909. december 29. – James Main, a Hibernian egyszeres skót válogatott védője egy ütközés során gyomorsérülést szenvedett, melybe négy nappal később belehalt.
- 1923. november 11. – Tom Butler, a Port Vale kapusának egy meccs során eltörött karját tetanusz támadta meg, 8 nappal később meghalt a fertőző betegség következtében.
- 1931. szeptember 5. – John Thomson, a Celtic skót válogatott kapusa egy ütközés során koponyatörést szenvedett, melybe a kórházban belehalt.[1]
- 1947. május 8. – Attilio Ferraris az olasz labdarúgó–válogatott egyik edzésén esett össze holtan.
- 1963. július 14. – Constantin Tabarcea, a Petrolul Ploieşti játékosa mérkőzés közben meghalt.[1]
- 1966 – Az egykor tizenegyszeres válogatott szolnoki és ferencvárosi labdarúgó, Kispéter Mihály immár a Bp. Honvéd edzőjeként a tatai edzőtáborban kapott infarktust, és az orvosok már nem tudtak rajta segíteni. 47 éves volt.
- 1967. július 16. – Nyári totókupa–mérkőzést játszott a Budafok, amikor egy villámcsapás megölte a futballistáját, Kiss Lászlót.[1]
- 1970. augusztus 21. – Szucsányi András, az MTK játékosa egy edzésen villámcsapás következtében elhunyt.[1]
- 1973. július 1. – Egy macedón bajnoki meccs 10. percében Nikola Mantov szívroham miatt összeesett a pályán, majd nem sokkal később elhalálozott.
- 1973. december 16. – Az FC Portóban futballozó Fernando Pascoal das Neves, ismertebb nevén Pavão egy portugál bajnokin szívroham következtében összeesett és meghalt.[1]
- 1977. október 30. – Egy Perugia–Juventus meccsen Renato Curi, a hazaiak 24 éves játékosa összeesett és másnap, a kórházban meghalt. Mint kiderült, szívritmuszavara volt.[1]
- 1978 – Staller Tamás, az NB II–es Bp. Spartacus kapusa a Malév elleni MNK–selejtezőn egy védés után a földön maradt és a kiérkező mentők már csak a halál beálltát tudták megállapítani.
- 1984. szeptember 23. – Erik Jongbloed, a DWS kapusa villámcsapás következtében halt meg – édesapja, az egykori válogatott hálóőr, Jan Jongbloed szeme láttára.[1]
- 1987 – A szenegáli Titi Nianse és Krisztosz Timoteu egyaránt a ciprusi másodosztályban, infarktus következtében vesztette életét, néhány hónap különbséggel.
- 1989. augusztus 12. – Samuel Okwaraji nigériai játékos a Nigéria–Angola vb–selejtező mérkőzésen elhunyt. A halált szívmegnagyobbodás és magas vérnyomás okozta.[1]
- 1990. április 5. – Joao Pedro, a Recife játékosa egy bajnoki mérkőzésen vesztette életét.[1]
- 1990. szeptember 8. – David Longhurst, a York City FC játékosa szívroham következtében a Lincoln City elleni mérkőzésen meghalt.[1]
- 1993 – Kovács Gábor, a RAFC labdarúgója egy előkészületi mérkőzésen szívbetegség miatt elhunyt.[1]
- 1993. szeptember 7. – Zsiborás Gábor a válogatott edzésén összeesett, kómába került. Egy héttel később kórházban halt meg.[1]
- 1995 – A 23 esztendős Kalmito Agusuto egy belga bajnoki mérkőzésen kapott szívinfarktust.
- 1999. július 24. – Stefan Vrăbioru, az FC Astra Ploieşti játékosa élete első élvonalbeli mérkőzésén összeesett és a kórházba szállítás közben szívelégtelenségben halt meg.[1]
- 2000. május 30. – A korábbi jugoszláv U21–es válogatott labdarúgót, Ivan Krsticet egy edzésen villámcsapás ölte meg. 19 évet élt.
- 2000. október 5. – Cătălin Hîldan, az FC Dinamo București labdarúgója egy barátságos mérkőzésen agyvérzés következtében vesztette életét.[1]
- 2002. július 20. – A Négy város Tornája elnevezésű viadal egyik mérkőzésén, a Körmend–Barcs találkozón a somogyiak játékosa, Dárdai Balázs a futballpályán lelte halálát – édesapja és edzője, idősebb Dárdai Pál szeme láttára.[1]
- 2002. október – Hernán Gaviria és Giovanni Córdoba kolumbiai labdarúgókat egy edzésen villámcsapás ölte meg.[1]
- 2002. október 28. – Marcio Dos Santos, a perui Deportivo Wanka brazil játékosa néhány órával egy mérkőzés után hunyt el szívrohamban.[1]
- 2003. június – Ütközés következtében a Józsefvárosi TE 23 éves labdarúgókapusa, Lapath Iván a pályán összeesett, s a helyszínen életét vesztette.[1]
- 2003. június 26. – A Konföderációs Kupán a Kamerun–Kolumbia elődöntőben a 73. percben összeesett és meghalt Marc–Vivien Foé, a Manchester City 28 éves kameruni labdarúgója.[2]
- 2004. január 25. – Fehér Miklós, a magyar labdarúgó–válogatott és a portugál Benfica 24 éves csatára a Vitória Guimaraes elleni mérkőzés hosszabbításában szívinfarktust kapott, majd a kórházba szállítást követően meghalt.[2]
- 2004. március 1. – Egy ütközést követően a pályán összeesett Danny Ortiz, a guatemalai labdarúgó–bajnokságban szereplő Municipal válogatott kapusa. A kórházba szállítást követően megállt a szíve és meghalt.[2]
- 2004. október 28. – Mérkőzés közben összeesett, majd a kórházba szállítást követően elhunyt Serginho (teljes nevén Paulo Sergio de Oliveira Silva), a brazil labdarúgó–bajnokságban szereplő Sao Caetano 30 éves hátvédje.[2]
- 2004. december 6. – A boncolás szerint szívroham okozta Cristiano da Lima brazil labdarúgó halálát, aki klubja, az indiai Dempo SC egyik mérkőzésén összeesett a pályán.[2]
- 2005. január 15. – Svédországban a Hammarby gyerekcsapatának 8 éves labdarúgója kapott végzetes szívrohamot.[2]
- 2005. május 28. – A pályán összeesett, majd a kórházba szállítás közben meghalt egy labdarúgó a román bajnokság harmadosztályában. A 32 éves Alin Paicu szívrohamot kapott.[2]
- 2005. június 26. – Hugo Cunha, a portugál labdarúgó–bajnokságban szereplő Uniao Leiria 28 éves középpályása a Lisszabontól 70 kilométerre található Montemor–o–Novón focizott barátaival, amikor összeesett, s a kórházba szállítást követően meghalt.[2]
- 2006. szeptember 18. – Szívinfarktusban elhunyt Nilton Pereira Mendes, a kazah labdarúgó–bajnokságban szereplő Sahtyor Karagandi brazil játékosa. A 30 éves támadó az edzés után esett össze, s a helyszínre érkező mentőorvos már nem tudta megmenteni az életét.[2]
- 2007. augusztus 28. – Huszonkét éves korában elhunyt Antonio Puerta, az UEFA–kupa–győztes FC Sevilla labdarúgója, aki a Getafe elleni hazai bajnoki mérkőzésen elvesztette az eszméletét. A labdarúgó a találkozó 35. percében esett össze a pályán. Csapattársai siettek a segítségére, megakadályozva, hogy lenyelje a nyelvét. Puerta hamarosan visszanyerte eszméletét, és segítséggel ugyan, de a saját lábán hagyta el a játékteret. Később az öltözőben ismét elájult, újra kellett éleszteni. A Virgen del Rocio kórházba került, ahol három nap múlva elhunyt.[2]
- 2007. szeptember 2. – Ecuadorban a 21 éves labdarúgó, Jairo Nazareno veszítette életét úgy, hogy mérkőzése 20. percében szívinfarktust kapott.[2]
- 2007. december 29. – A pályán összeesett, majd a kórházba szállítás után elhunyt Phil O’Donnell, a Motherwell csapatkapitánya. A Dundee United elleni bajnoki mérkőzés hajrájában a kimerült O’Donnellt le akarta cserélni edzője, de erre már nem kerülhetett sor. A középpályást öt percig ápolták a játéktéren, majd a mentő kórházba szállította. 35 évet élt.
- 2008. február 11. – Klubja, az FC 105 Libreville mérkőzésén összeesett a pályán, majd életét vesztette a gaboni válogatott játékosa, Guy Tchingoma.
- 2011. augusztus 4. – Két nappal azután, hogy összeesett a pályán, a kórházban elhunyt Macuda Naoki korábbi válogatott japán labdarúgó.
- 2011. november 14. – Mérkőzés közben összeesett, és meghalt Bobsam Elejiko, az ötödosztályú belga Merksem SC 30 éves nigériai védője.
- 2012. április 14. – Olaszországban a 25 éves Piermario Morosini csapata a Livorno egyik Serie B–s mérkőzése közben szívinfarktusban elhunyt.
- 2013. június 23. – Horvátországban 23 évesen meghalt Alen Pamic labdarúgó, aki egy kispályás meccsen esett össze. Pamicnak korábban háromszor(!) volt szívrohama.
- 2015. április 30.– Grégory Mertens a belga labdarúgó–bajnokságban szereplő Lokeren védője a Genk tartalékcsapata elleni hétfői meccsén összeesett és szívinfarktust kapott, kórházba szállították, majd ezen a napon elhunyt.
- 2016. május 1. – Három héttel azután, hogy villámcsapás érte, a kórházban elhunyt Stefan Petrovski ausztrál kapus. A Malacca United kapusát április 5–én érte villámcsapás, amelynek következtében elvesztette az eszméletét, és még a pályán újra kellett éleszteni. Halálát az agyában beállt oxigénhiány okozta.
- 2016. május 6. – Patrick Ekeng a román labdarúgó–bajnokságban szereplő Dinamo Bukarest válogatott középpályása a Constanta elleni bajnokin szívmegállás következtében összeesett a pályán és a kórházba szállítása közben elhunyt.
- 2016. május 8. – Bernardo Ribeiro a brazil Friburguense játékosa egy felkészülési mérkőzésen a lecserélését követően összeesett és szívrohamot kapott, noha Ribeirót azonnal kórházba szállították, életét már nem tudták megmenteni.
- 2016. május 9. – Az élvonalbeli Femina Stars Ebolowa kapusa Jeanine Christelle Djomnang csapata vasárnapi bajnokiját megelőző bemelegítésén előbb rosszul lett, majd összeesett. A játékost azonnal kórházba szállították, de már nem tudták megmenteni az életét. 26 éves volt.
- 2016. május 23. – Vélhetően ütközés következtében elhunyt Micael Favre, az argentin regionális–bajnokságban szereplő Villa Elisa játékosa. Az első ütközést még túlélte, azonban az ellenfél másik játékosától szintén ütést kapott, Favrét kórházba szállították, de már nem tudták megmenteni az életét.